# Aridarum nicolsonii
Aridarum nicolsonii là một loài thực vật có hoa trong họ Ráy (Araceae). Loài này được Bogner mô tả khoa học đầu tiên năm 1979.